# Orestias cuvieri
El Umanto del lago Titicaca (Orestias cuvieri) es una especie de pez actinopeterigio de agua dulce, de la familia de los ciprinodóntidos.

## Biología
Peces que pueden alcanzar un tamaño apreciable con una  longitud máxima descrita de 27cm. Es un pez carnívoro que se alimenta de plancton y de invertebrados de la zona de la orilla del lago.

## Distribución y hábitat
Se distribuye por aguas dulces de América del Sur, siendo un endemismo del lago Titicaca (Bolivia y Perú).
El humanto (Orestias cuvieri), se extinguió hacia la década de los noventa del siglo XX, de tamaño grande llegaba a medir más de 20 centímetros era muy apreciado. La sobrepesca y la llegada del pejerrey argentino (Odonthestes bonariensis) y la trucha arco iris (Oncorhyinchus mikiss), especies introducidas muy voraces a mediados del siglo XX, lo impactaron en su presencia.
El umanto fue declarado extinto oficialmente en 1996, informan los investigadores de la CBF. “Si en 50 años no hay registros de una especie, entonces se hace la declaratoria oficial, como establece la UICN (Comité Español de la Unión Internacional para la Conservación de la Naturaleza).